# Zygmunt Wóycicki (architekt)

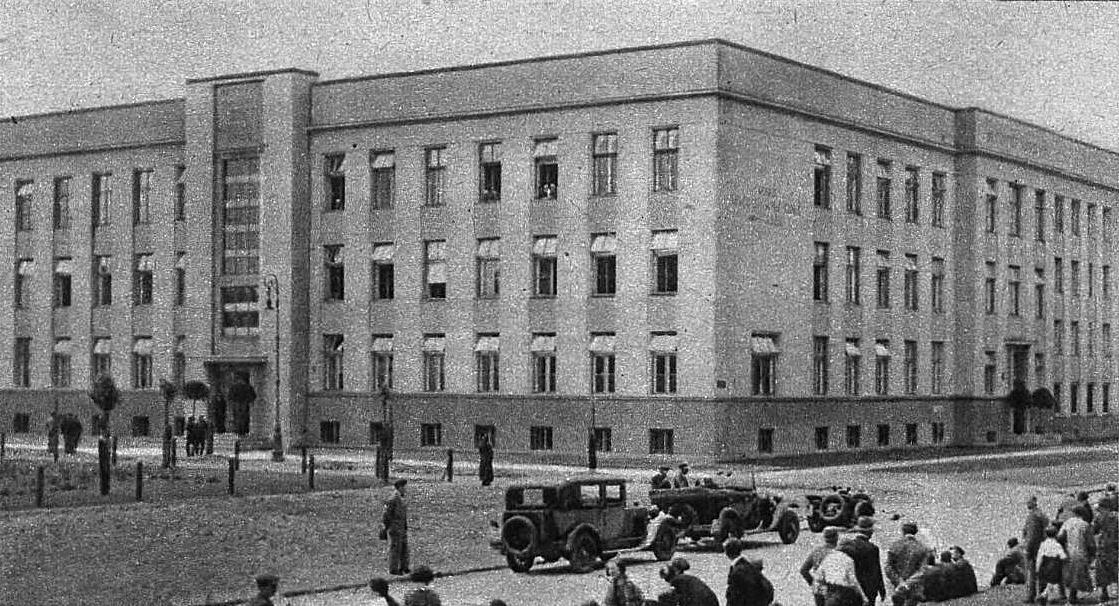
Instytut Radowy w Warszawie, 1932

Zygmunt Wóycicki (ur. 9 sierpnia 1880 w Warszawie, zm. 12 stycznia 1967 tamże) – polski inżynier architekt.

## Życiorys
Był synem Pawła (1842–1890) – architekta.
W 1909 ukończył Politechnikę Ryską na Wydziale Architektury. Po powrocie do Kongresówki rozpoczął pracę w wyuczonym zawodzie. M.in. przeprojektował i dokończył realizację stworzonych przez Tadeusza Zielińskiego planów budynki Instytutu Radowego. Placówka powstała w Warszawie z inicjatywy Marii Skłodowskiej-Curie.
Oprócz działalności architektoniczno-budowlanej udzielał się w warszawskim Kole Architektów, w którym był w 1930 członkiem Komisji Rewizyjnej. Od 1934 należał do Stowarzyszenia Architektów Rzeczypospolitej Polskiej (SARP), nowego ugrupowania utworzonego z kilku organizacji. Był członkiem Oddziału Warszawskiego SARP, w którego zarządzie zasiadał w latach 1938–1939. W 1939 został powołany do rady SARP.
Zajmował się również publicystką branżową. W 1922 wszedł w skład komitetu założycielskiego czasopisma „Architektura i Budownictwo”. Pisał artykuły i redagował magazyn do wybuchu II wojny światowej, który położył kres jego istnieniu.
Po zakończeniu okupacji niemieckiej Polski kontynuował pracę architekta. Uczestniczył w odbudowie Warszawy. Pracował także w instytucjach państwowych. Był m.in. kierownikiem Zarządu Inwestycji Obiektów Zabytkowych w Warszawie. Za swoje osiągnięcia został kilkakrotnie odznaczony.
Po śmierci spoczął na stołecznych Starych Powązkach, pochowany 16 stycznia 1967.

## Dokonania
- Instytut Radowy im. Marii Skłodowskiej-Curie, gmach kliniczny i pawilon Roentgena w Warszawie przy ul. Wawelskiej 15 (1925–1931) – współautor: Tadeusz Zieliński

### Konkursy
- Projekt odbudowy Kalisza (1916) – współautorzy: Tadeusz Zieliński, Maksymilian Bystydzieński (I nagroda)

## Odznaczenia
- Krzyż Kawalerski Orderu Odrodzenia Polski
- Medal 10-lecia Polski Ludowej
- Złota odznaka „Odbudowa Warszawy”